# Pellot
Pellot (Hendaia, 1765 - Hendaia, 1856) fue un corsario vasco, de nombre Ixtebe o Etienne.
Fue un corsario anárquico, burlesco y aventurero. Asaltó buques de la Armada Inglesa y española. Fue apresado en innumerables ocasiones pero siempre logró evadirse gracias a sus estratagemas: disfrazado de almirante, general o peregrino burlando así a sus carceleros. 
Consta además que asaltó la cárcel de Bayona y consiguiendo liberar a cuatro presos. Se codeó con Napoleón quien le ofreció un puesto en la armada francesa que rechazó.
Falleció en Hendaia en 1856 con 91 años tras librar mil batallas en las que tan solo perdió un ojo. Fue alcalde de Hendaia.